# Smilax illinoensis
Smilax illinoensis är en enhjärtbladig växtart som beskrevs av Mangaly. Smilax illinoensis ingår i släktet Smilax och familjen Smilacaceae. Inga underarter finns listade.